# Тотожність Вайнштейна–Айронштайна
У теорії матриць ця тотожність корисна для обчислення певних типів визначників.
Тотожність стверджує, що якщо A і B є матрицями розмірів m × n і n × m відповідно, тоді
{\displaystyle \det(I_{m}+AB)=\det(I_{n}+BA),\ }
де Ia — одинична матриця порядку a.
Це визначниковий аналог матричної тотожності Вудбурі.

## Доведення
Тотожність можна довести таким чином. Нехай M буде матрицею, що складається з чотирьох блоків Im, −A, B і In:
{\displaystyle M={\begin{pmatrix}I_{m}&-A\\B&I_{n}\end{pmatrix}}}.
Оскільки Im є оборотною, формула визначника блокової матриці дає
{\displaystyle \det {\begin{pmatrix}I_{m}&-A\\B&I_{n}\end{pmatrix}}=\det(I_{m})\det(I_{n}-BI_{m}^{-1}(-A))=\det(I_{n}+BA)}.
Оскільки In є оборотною, формула визначника блокової матриці дає
{\displaystyle \det {\begin{pmatrix}I_{m}&-A\\B&I_{n}\end{pmatrix}}=\det(I_{n})\det(I_{m}-(-A)I_{n}^{-1}B)=\det(I_{m}+AB)}.
Отже,
{\displaystyle \det(I_{n}+BA)=\det(I_{m}+AB)}.